# 一辈子第一回
《一辈子第一回》是杨之光于1954年创作的中国画，目前收藏于中国美术馆。

## 背景
1954年，中华人民共和国第一届全国人民代表大会举行。本届人大选举是1949年中华人民共和国建立以来的首次全国性选举。

## 内容
画作描绘了一名平生第一次拿到选民证的老年妇女的喜悦心情。

## 展览
2020年7月1日，该作品在中国美术馆“崇高的信仰——中国美术馆庆祝中国共产党成立99周年美术作品展”中展出。